# 三菱Eclipse
三菱Eclipse（日语：三菱·エクリプス，Mitsubishi Eclipse）乃日本三菱汽車於美國與克萊斯勒集團合資成立的鑽石星汽車（Diamond-Star Motors，縮寫成DSM），於1989年至2012年間所生產的緊湊型跑車。關於車名「Eclipse」之由來，源自18世紀一匹曾奪下26次冠軍的英國競賽馬「日蝕」。2011年8月16日生產完最後一輛之後Eclipse畫上休止符，2017年原廠以三菱Eclipse Cross沿襲此車名予以重生。

## 概要
1980年代後期，三菱汽車在北美洲市場發售的跑車只有三菱Starion而已。那個年代人氣較旺的車型是以緊湊型轎車為主，包含小型車、小馬車等；加上在該市場的日本車廠又有馬自達RX-7、日產300ZX、豐田Supra等強敵環伺。三菱Starion對消費者缺乏吸引力，因此三菱汽車急需研發新車款。另一方面當時與該公司合作的克萊斯勒，旗下的克萊斯勒Laser（即道奇Daytona之雙生車款）正面臨著產品生命周期的衰退期，開發其後繼車款迫在眉睫。
由於兩家車廠皆急需發展同一種車型，於是一起洽談合作事宜，但為了解決進口車配額限制的問題，遂於1985年10月聯合投資成立專門生產小型車的鑽石星汽車公司（Diamond-Star Motors，縮寫成DSM，現為三菱汽車北美公司麾下的部門），並致力於開發全新的緊湊型跑車。依據雙方的出資比例，DSM從一開始就具備強烈的三菱風格，因此新車款以三菱Galant為基礎而開發（後來DSM生產組裝的車款也是以三菱之車款為主）。於是Eclipse便在這種情況下誕生並投入市場，在克萊斯勒這方面，經換牌工程後也推出普利茅斯Laser與老鷹Talon。三者的車型在前兩代十分相似，有許多機械零件與功能幾乎共用；第3、4代則是在新的汽車平台上重新設計。
包含其兄弟車款在內，Eclipse在北美市場一炮而紅。甚至因為2001年上映的電影《玩命關頭》的推波助瀾之下，使之成為改裝車的代名詞。自1989年起至2011年為止，DSM總共生產了906,876輛Eclipse。

## 第一代D21A/D22A/D27A系（1989年-1995年）
1989年作為三菱Starion的後繼車款在北美洲市場登場，結果在銷售成績上表現亮眼，此代車款總共售出302,547輛。依照驅動方式與動力心臟的差異分成下述型式：
- Eclipse RS：基本入門車型，搭載自然進氣、馬力可達92 hp（69 kW）的1.8L直列四缸SOHC 4G37型引擎，採前置前驅之佈局。
- Eclipse GS：同基本車型，但多了一些配備。
- Eclipse GS DOHC：搭載自然進氣、馬力達到135 hp（101 kW）的2.0L直列四缸DOHC 4G63型引擎，採前置前驅之佈局。
- Eclipse GS DOHC AWD：此版本僅售歐洲市場，配置150 hp（112 kW）馬力的2.0L直列四缸DOHC 4G63型引擎搭配5速手排，採全時四輪驅動之佈局，但是沒有後LSD限滑差速器。其他配備包含天窗、巡航定速、ABS防鎖死煞車系統、車門中控鎖、冷氣空調等。
- Eclipse GS Turbo：搭載2.0L直列四缸DOHC 4G63T型渦輪增壓引擎，配合三菱TD-05渦輪增壓器可輸出180—195 hp（134—145 kW） / 5,500rpm之馬力、29kg·m / 3,000rpm之扭力，採前置前驅之佈局。
- Eclipse GSX：同樣搭載2.0L直列四缸DOHC 4G63T型渦輪增壓引擎，可是採全時四輪驅動之佈局。

Eclipse的前後懸吊系統分別採麥花臣支柱式與半拖曳臂式，輪胎尺寸方面基本款為185/65R14，其他車型皆為205/55R16，煞車系統方面基本款為前碟後鼓設計，其他車型皆為四輪碟煞設計。Eclipse的極速可達143mph（230km/h），0-60mph加速耗時6.6秒，以93mph的速度通過1/4英里需要15.1秒。頭燈設計採用當時最流行的上掀啟閉式頭燈（retractable headlight），直到1991年實施小改款後才取消。美國《人車誌汽車雜誌》（Car and Driver Magazine）自1989年起曾經4度將Eclipse列入年度十大風雲車。
1990年代初期臺灣貿易商以水貨方式引進第一代車型，取名為「三菱太陽鑽」。因銷售成績長紅，正牌的總代理華菱汽車隨後也跟著引進。

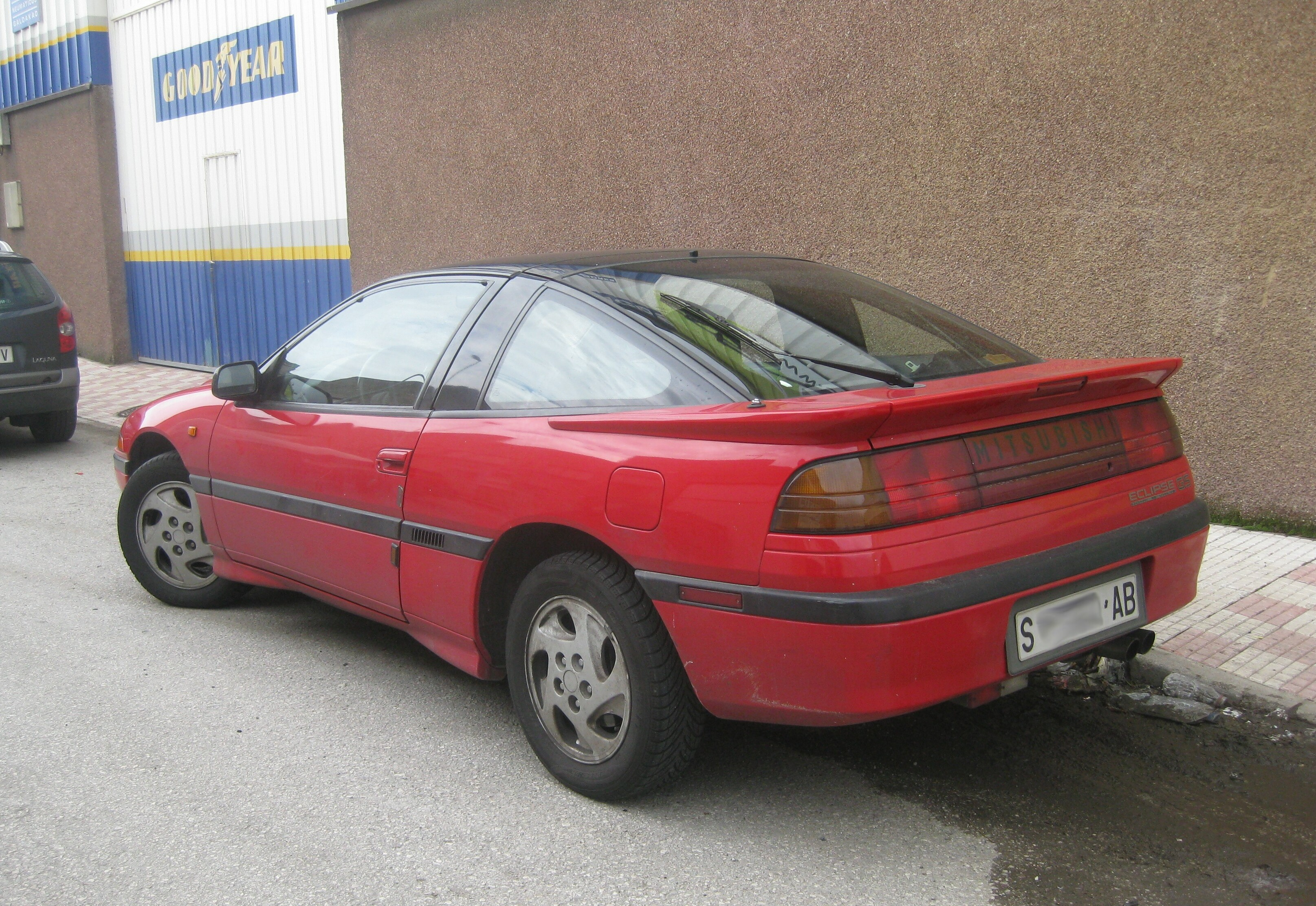
前期型車尾
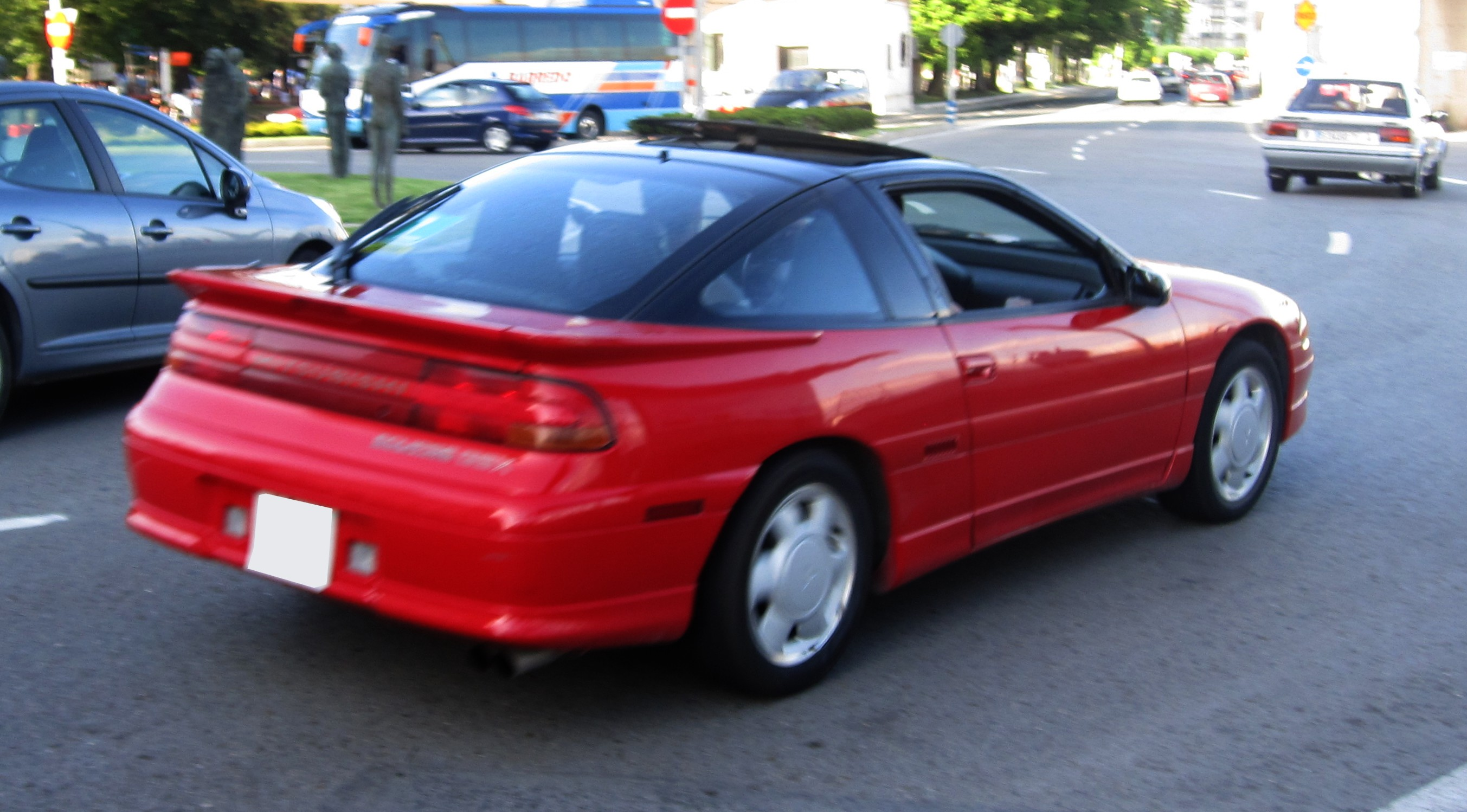
後期型車尾
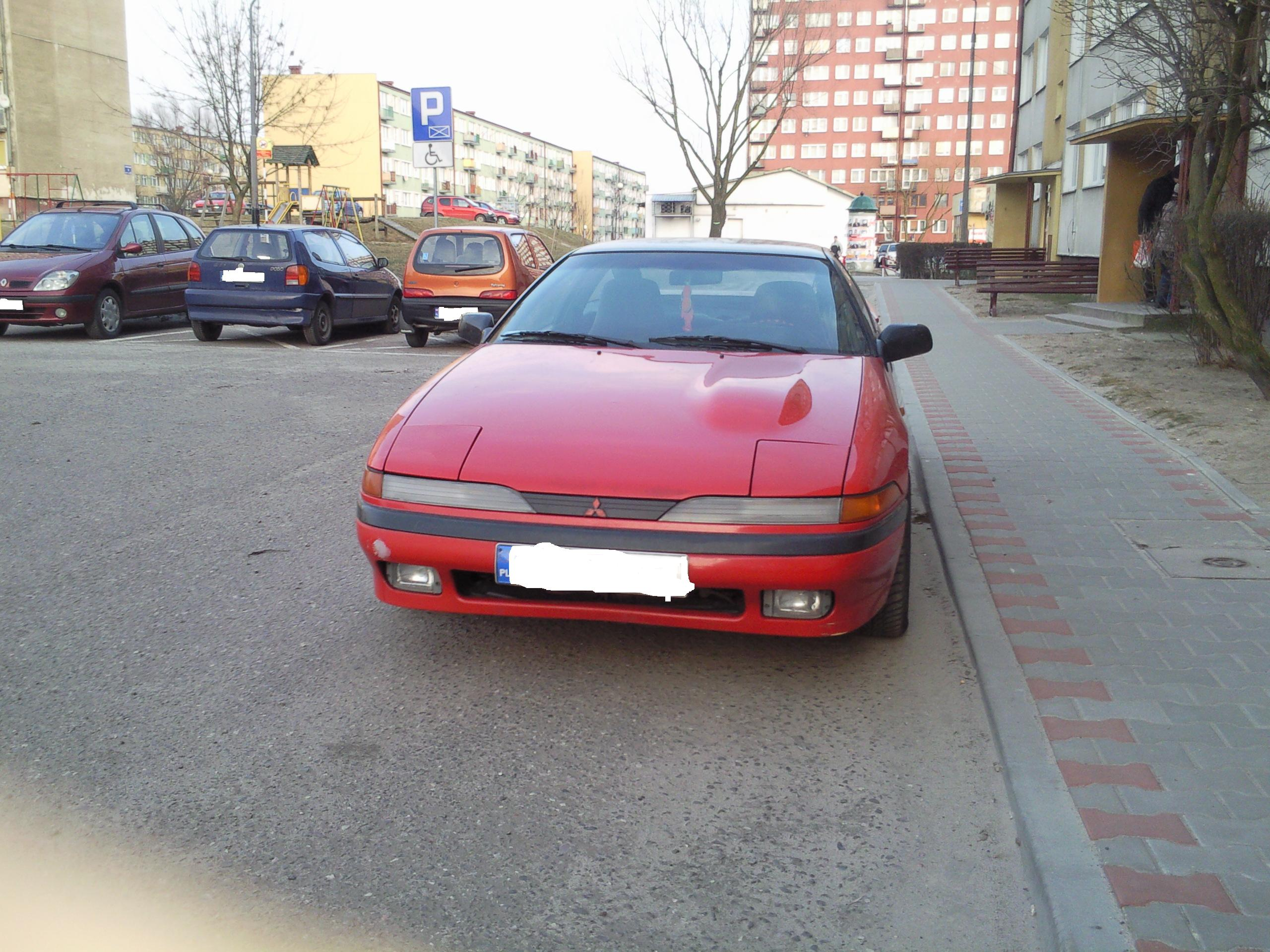
前期型車頭
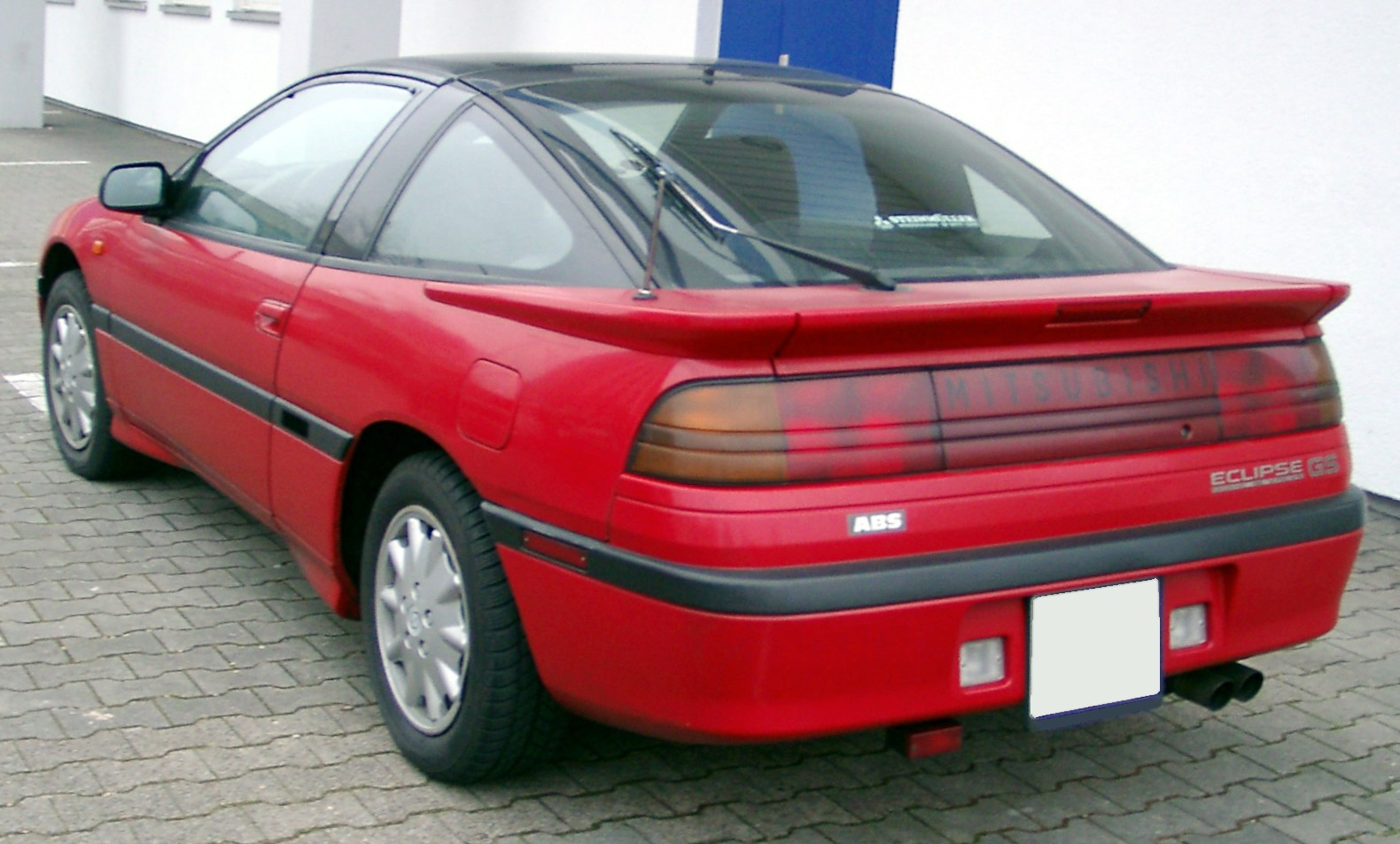
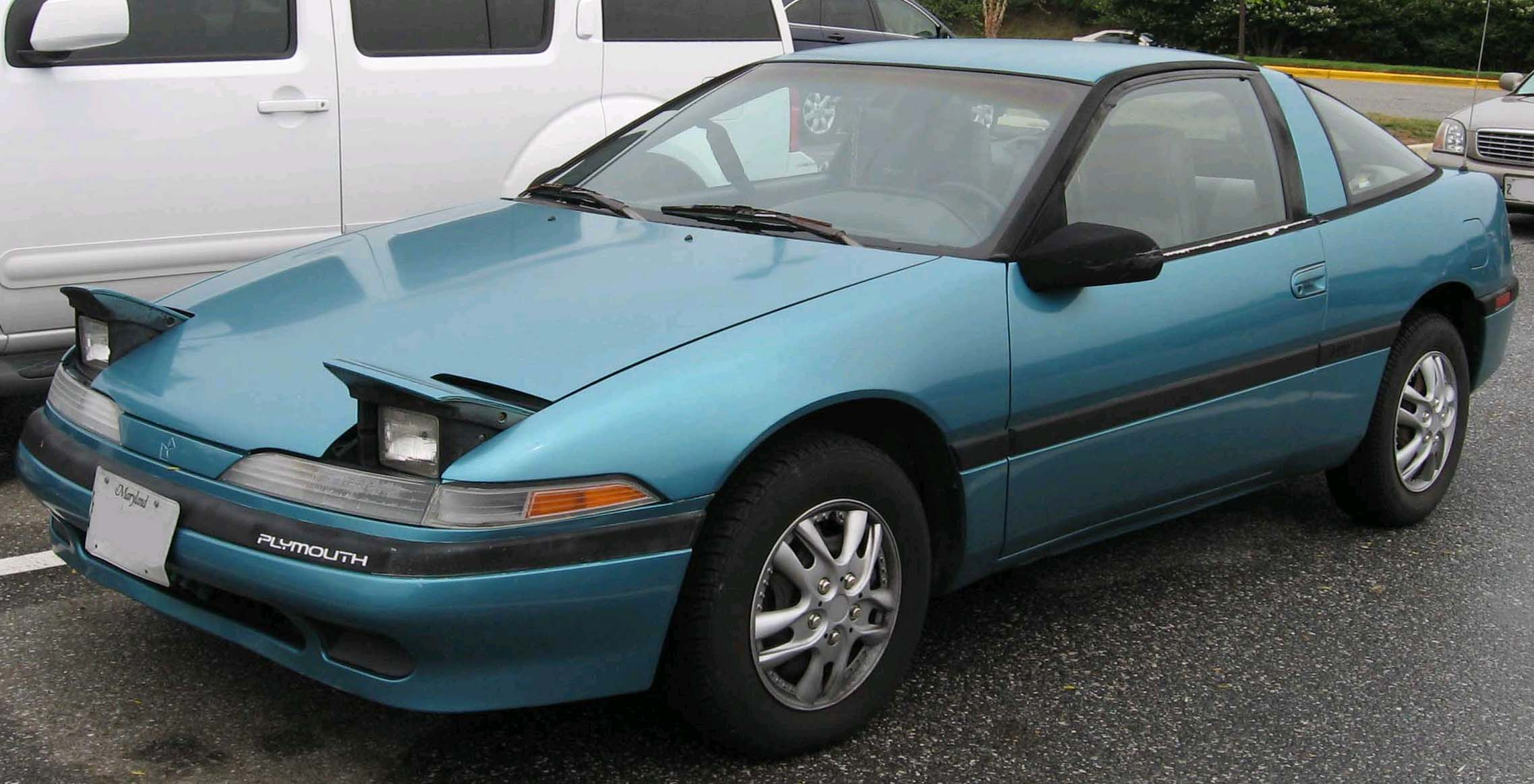
兄弟車普利茅斯Laser
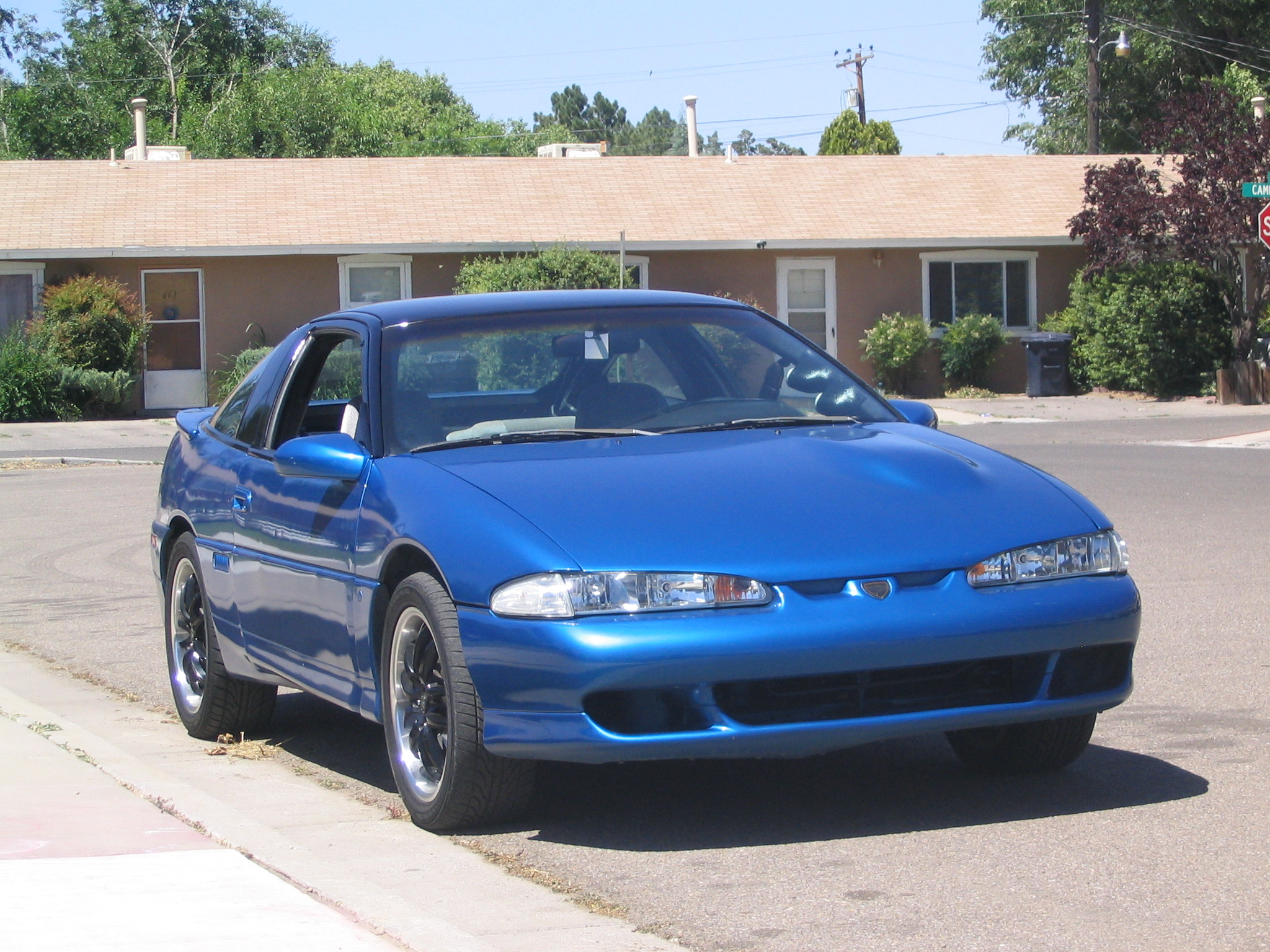
兄弟車老鷹Talon

## 第二代D31A/D32A/D38A/D39A系（1994年-1999年）
1994年6月發表大改款的第二代Eclipse，外觀上和前代相比變得更流線、圓潤，在機械構造上依然大部分流用第6代三菱Galant的底盤與零件，但是懸吊系統經過重新設計，採用前雙A臂、後多連桿的方式。後輪的MULTI-LINK複合式多連桿系統附防傾桿，其實是結合了上A臂加下連桿和支柱式的避震器。最大的改變是配置了駕駛座與副手席的安全氣囊，還有ABS防鎖死煞車系統。由於雙安全氣囊的出現，取消了第一代的自動上肩式安全帶。車型整編按驅動方式和動力來源可分成：
- Eclipse RS：基本入門款，採用克萊斯勒供應的2.0L直列四缸DOHC 420A型引擎，可輸出140 hp（104 kW） / 6,000rpm的最大馬力、130 lb·ft（176 N·m） / 4,800rpm的扭力峰值，採前置前驅之佈局。
- Eclipse GS：同樣搭載2.0L直列四缸DOHC 420A型引擎，但是配備稍加豐富一些。因受掣於汽車廢氣排放標準，歐規的GS車型則是配置2.0L直列四缸DOHC 4G63型自然進氣引擎，採前置前驅之佈局。
- Eclipse GS-T：所搭載的2.0L直列四缸DOHC 4G63T型渦輪增壓引擎，可以搾出210 hp（157 kW） / 6,000rpm的最大馬力以及214 lb·ft（290 N·m） / 3,000rpm的最大扭力，採前置前驅之佈局。
- Eclipse GSX：所搭載的2.0L直列四缸DOHC 4G63T型渦輪增壓引擎，可以搾出210 hp（157 kW） / 6,000rpm的最大馬力以及214 lb·ft（290 N·m） / 3,000rpm的最大扭力，採全時四輪驅動之佈局。

臺灣的華菱汽車於1994年12月引進該市場，雖然4種車型皆有進口，但最高端的GSX採接單進口之方式，且可自行選擇手排或自排版本。另一種可選手排或自排的車型是RS（但1996年之後取消手排版），剩餘的2種車型清一色都是自排版本。此外，1997年推出的敞篷車型在臺灣並沒有引進。
1997年實行小改款，在外觀上變更前霧燈及倒車燈的位置與形狀，GS-T和GSX兩種車型新增「ㄇ」字形尾翼。另外新增雙門敞篷車新車型，稱之為「Eclipse Spyder」。這種車型僅有前置前驅的設定，且不使用克萊斯勒的2.0L直列四缸DOHC 420A型引擎，區分成兩種級距：
- Eclipse Spyder GS：配置2.4L直列四缸SOHC 4G64型引擎，可搾出最大馬力141 hp（105 kW）。
- Eclipse Spyder GS-T：所搭載的2.0L直列四缸DOHC 4G63T型渦輪增壓引擎，可以搾出210 hp（157 kW）的最大馬力以及214 lb·ft（290 N·m）的最大扭力。

1998年5月由於德國戴姆勒公司與克萊斯勒汽車合併成戴姆勒-克萊斯勒公司，「老鷹」這個品牌正式退役，因此兄弟車老鷹Talon也宣布停產。1999年原廠年推出「10th Anniversary OZ Rally」特仕車，搭載2.0L直列四缸DOHC 420A型引擎，外觀方面包含「ㄇ」字形尾翼、由遠輕製造卻掛著OZ標誌之16吋鋁合金輪圈、鍍鉻排氣管、四輪擋泥板、貼有「10th Anniversary Special Edition」銘牌的葉子板等，內裝方面則含有黑/灰內飾配黑色皮革，或者褐/黑內飾配棕色皮革、銀色儀錶、真皮方向盤及排檔桿頭、天窗等。

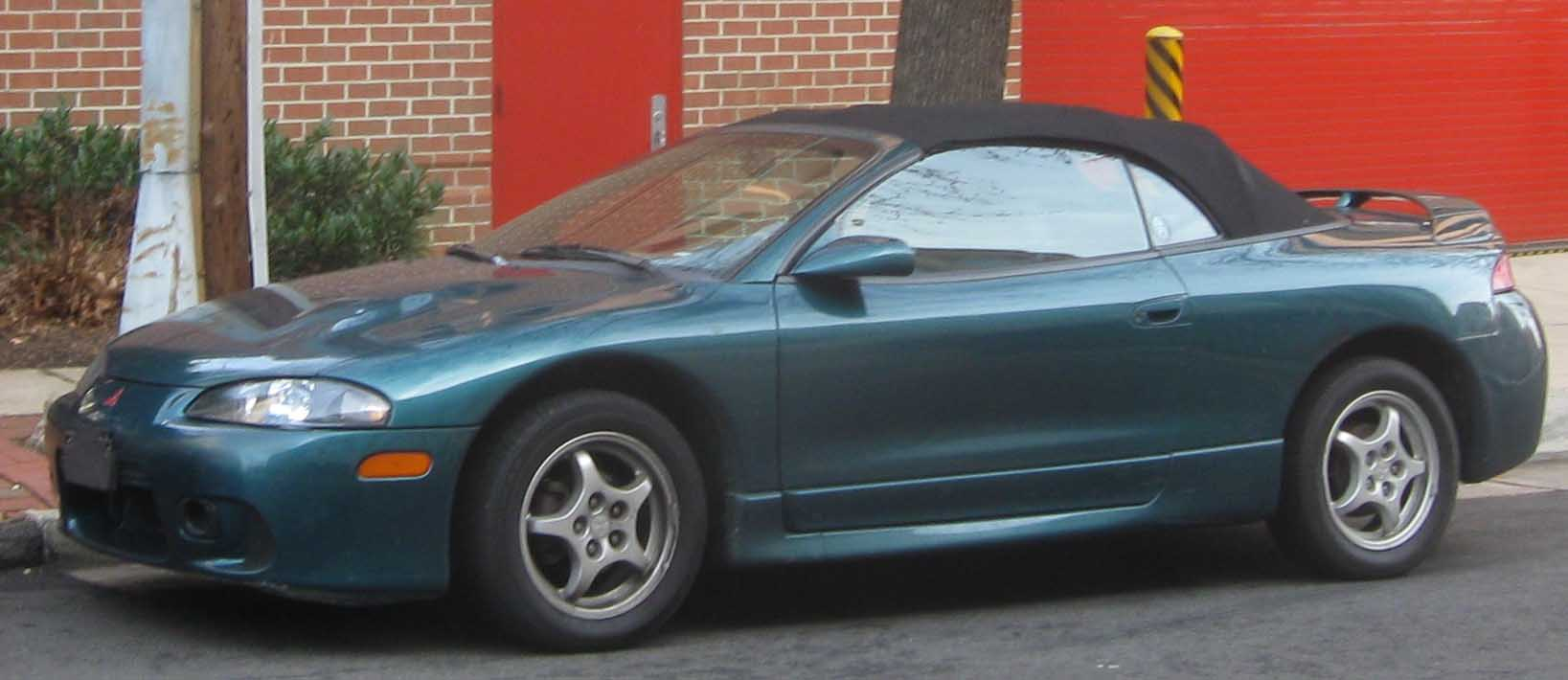
敞篷車版Eclipse Spyder
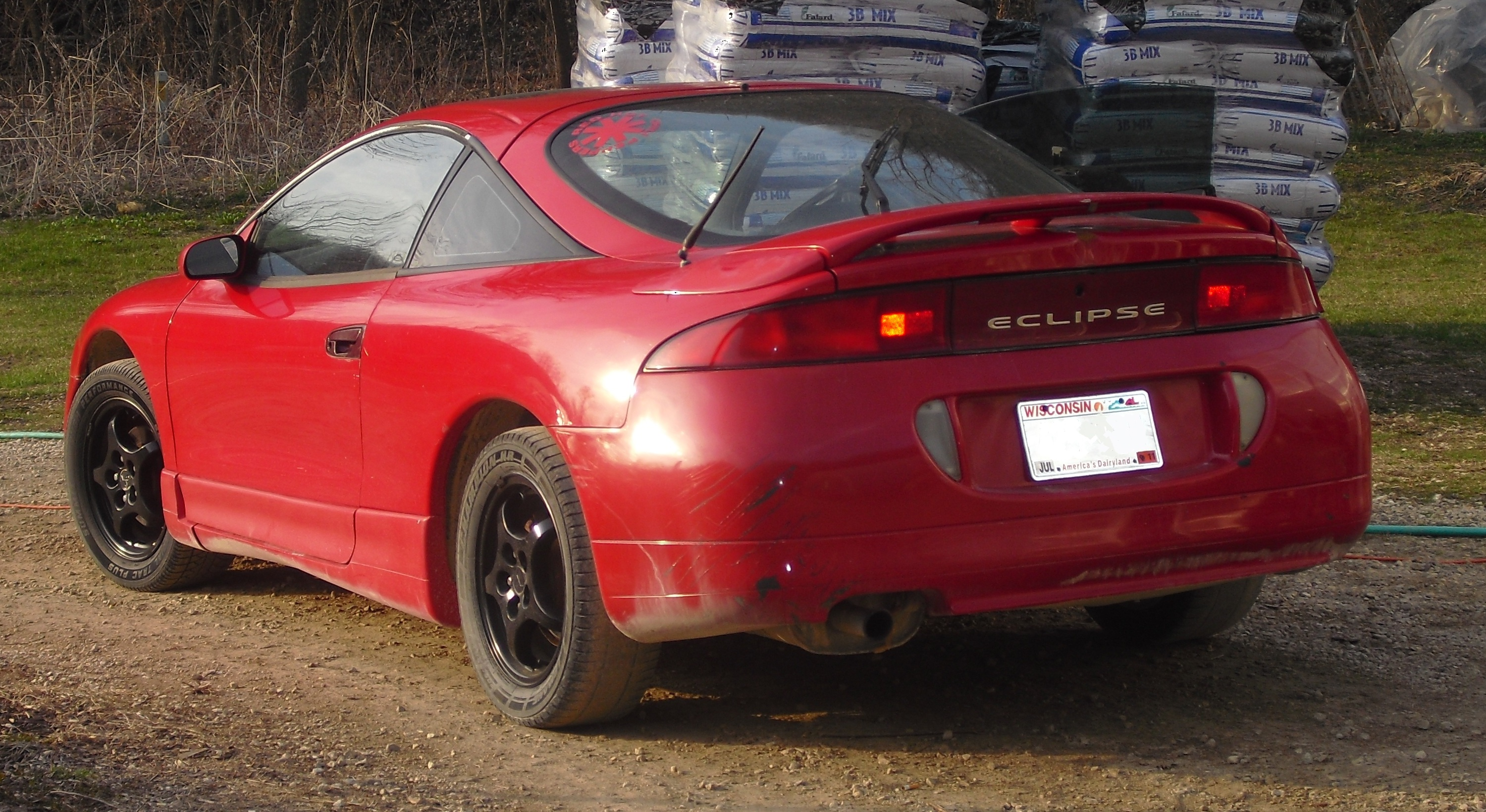
前期型車尾
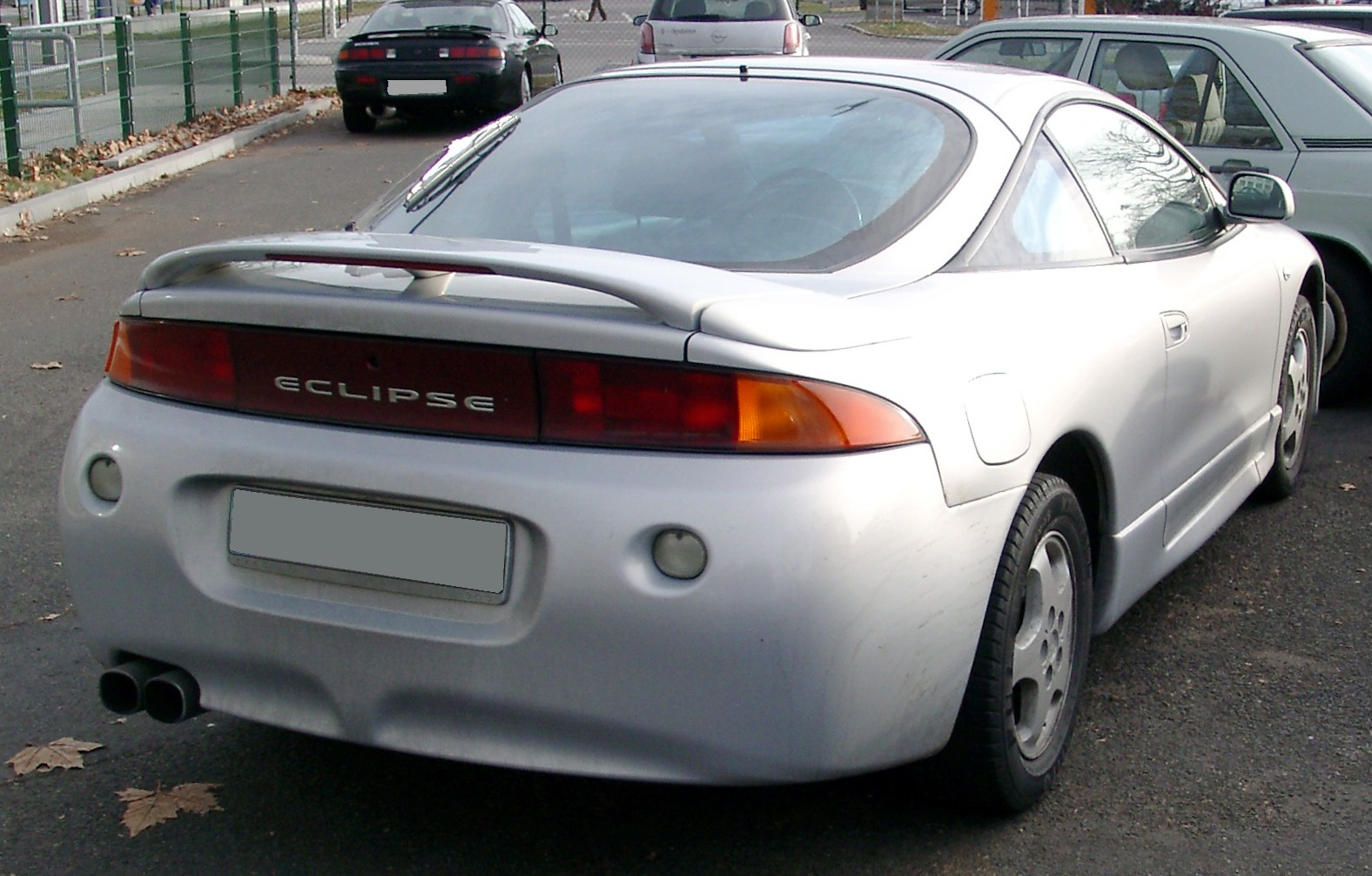
後期型車尾
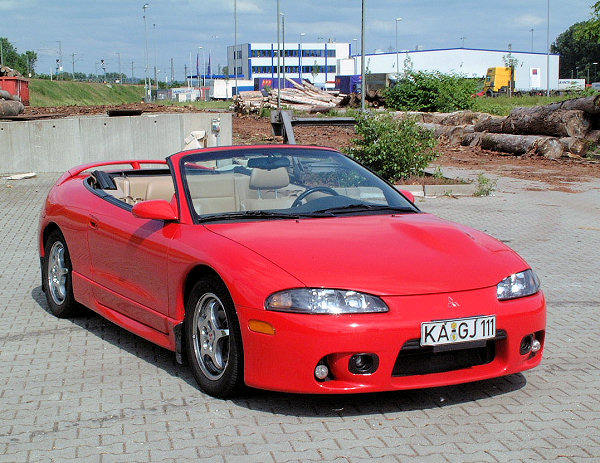
敞篷車版Eclipse Spyder
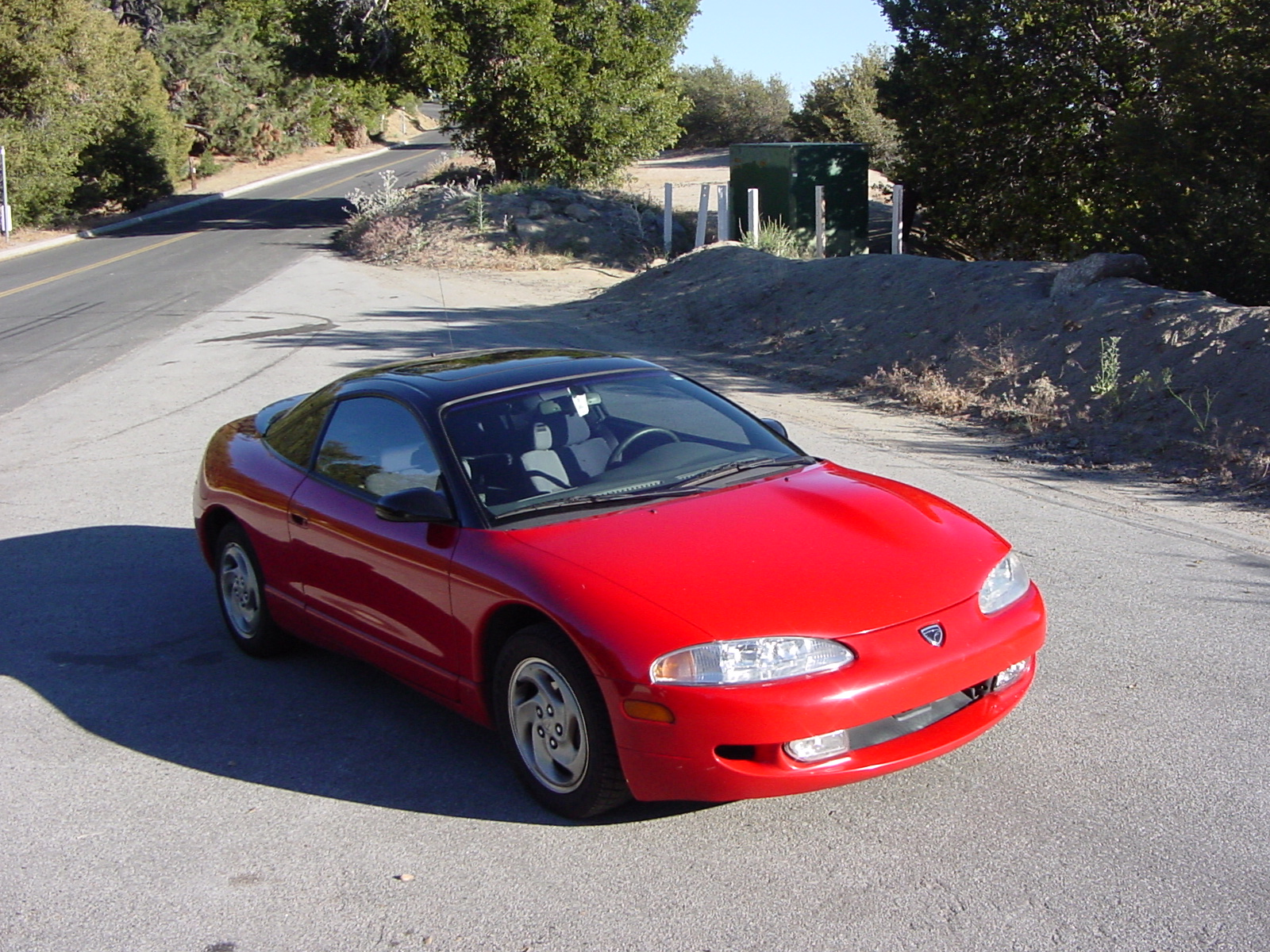
兄弟車老鷹Talon
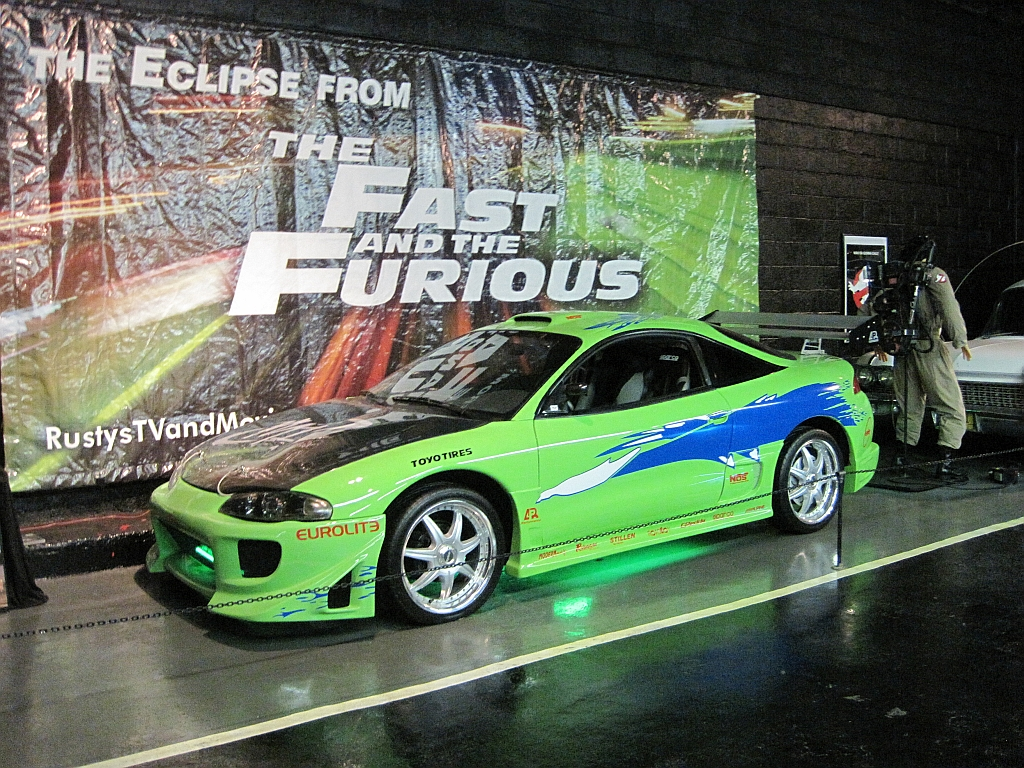
《玩命關頭》劇中使用的第二代Eclipse

## 第三代D52A/D53A系（1999年-2006年）

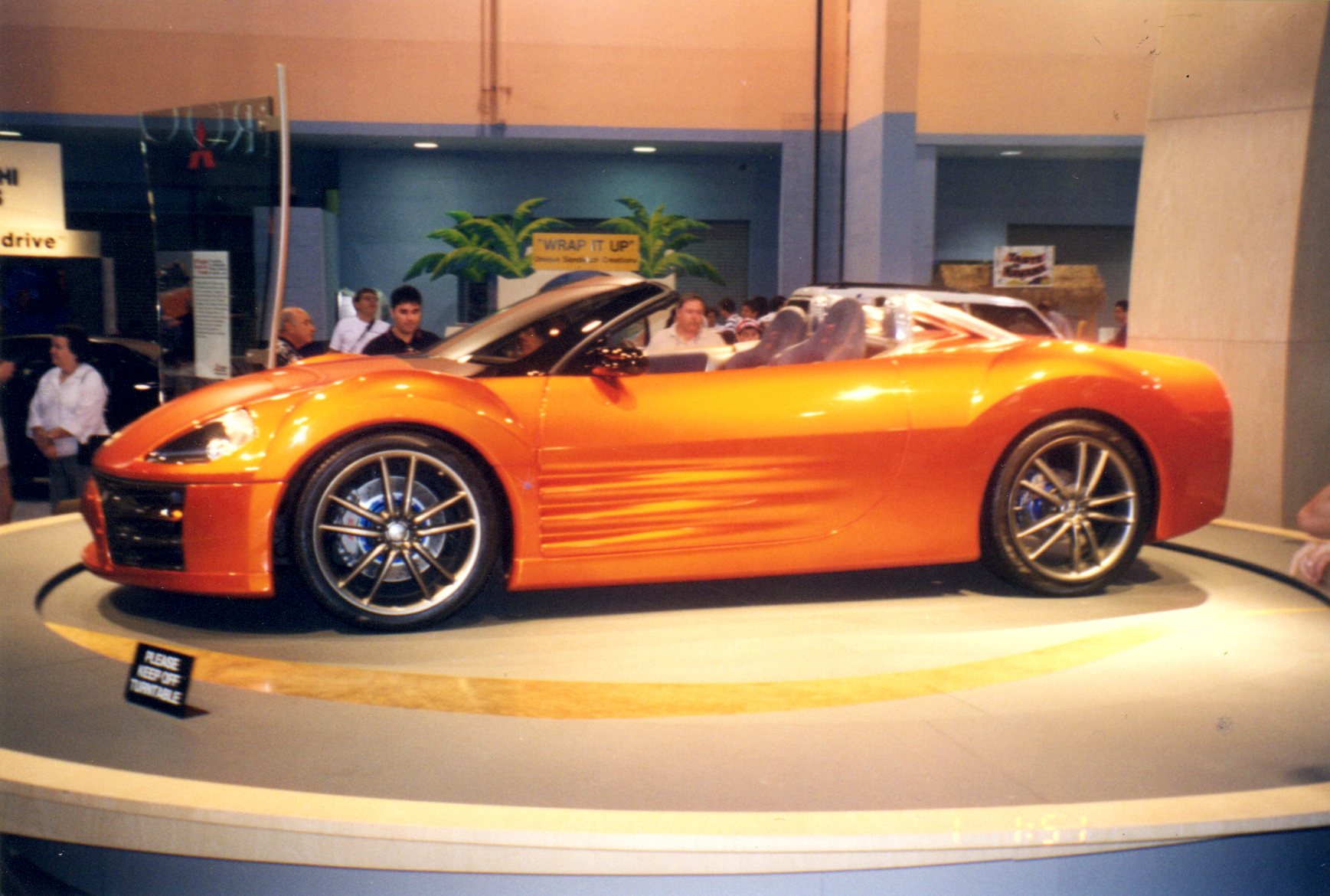
三菱SST概念車

三菱汽車於1998年底特律車展展出一輛名為「三菱SST」的概念車，同時這也是該公司第一次在美國舉辦的汽車展所展出的概念車。1999年大改款的第三代Eclipse正式亮相，將前一代渾圓雄厚的造型改成肌肉化的線條。在動力心臟方面，原廠捨棄前兩代的渦輪增壓引擎，改採兩具自然進氣的引擎：2.4L直列四缸SOHC 4G64型及3.0L V型六缸SOHC 6G72型引擎。其中前者可輸出最大馬力154hp / 5,500rpm、扭力峰值163lb-ft / 4,000rpm；後者可輸出最大馬力205hp / 5,500rpm、最大扭力28.3kg·m / 4,500rpm。此代車款並沒有全時四輪驅動，懸吊系統也調整得更軟，轉向不夠靈敏，路感趨於模糊。依照配備多寡與動力心臟的差異分成下述車型：
- Eclipse RS：配置2.4L直列四缸SOHC 4G64型引擎的基本型。
- Eclipse GS：同樣配置2.4L直列四缸SOHC 4G64型引擎，但配備比RS稍多。
- Eclipse GS Spyder：2.4L直列四缸SOHC 4G64型引擎的敞篷車版。
- Eclipse GT：搭載3.0L V型六缸SOHC 6G72型引擎的中階型。
- Eclipse GT Spyder：搭載3.0L V型六缸SOHC 6G72型引擎的敞篷車版。
- Eclipse GTS：配置具有MVIM三菱可變進氣管理系統（Mitsubishi Variable Induction Management）的3.0L V型六缸SOHC 6G72型引擎。
- Eclipse GTS Spyder：配置具有MVIM三菱可變進氣管理系統（Mitsubishi Variable Induction Management）的3.0L V型六缸SOHC 6G72型引擎的敞篷車版。

2000年5月13日臺灣華菱汽車引進48輛第三代車型，並冠以「Eclipse 3000GT」之名。事實上「3000GT」乃另一獨立車款「三菱GTO」的海外版車名，臺灣總代理此舉造成消費者與車迷的混淆。
2001年下半年，日趨嚴苛的汽車廢氣排放標準迫使原廠採用更嚴格的加州廢氣排放標準，重新調校3.0L V型六缸SOHC 6G72型引擎後使得最大馬力降至200hp。可是到了2002年中期，原廠修改此具引擎的凸輪軸形狀、更動壓縮比為10：1、修改進氣系統等，藉由這些手段增加了10hp的馬力，功率曲線亦略有改善。因此自2003年起除了GT車型仍沿用原來200hp馬力之引擎，其餘GT Spyder、GTS、GTS Spyder等三種車型皆改成210hp馬力的動力心臟。
2003年實行小改款，包含重新設計的前保桿及霧燈、尾燈由紅色改為透明、新儀表及車門飾板，另外GT和GTS車型換裝五幅式鍍鉻輪圈。2004年10月25日在日本市場推出敞篷車型，配置可輸出196ps的3.0L V型六缸SOHC 6G72型引擎，搭配INVECS-II Sport Mode 4速自排變速箱，配備方面含有真皮座椅、美國無限系統製7支喇叭的音響系統等。另外為了符合日本法規，車身側面加裝了方向燈。這批特殊車型直到2006年3月才停止進口。

### 2001年Eclipse EV
2001年三菱汽車以第三代Eclipse的底盤為基礎，試製了一輛電動原型車。該輛車搭載了可輸出100kW馬力、250Nm扭力的永磁同步馬達及日本電池株式會社製造的鋰離子電池。後者與鎳氫氣電池相比，可縮減65%的充電時間。這輛原型車參加了2001年四國電動車拉力賽，這是一場總長780公里、環繞著四國的比賽，它充電單次就能行駛超過400公里。

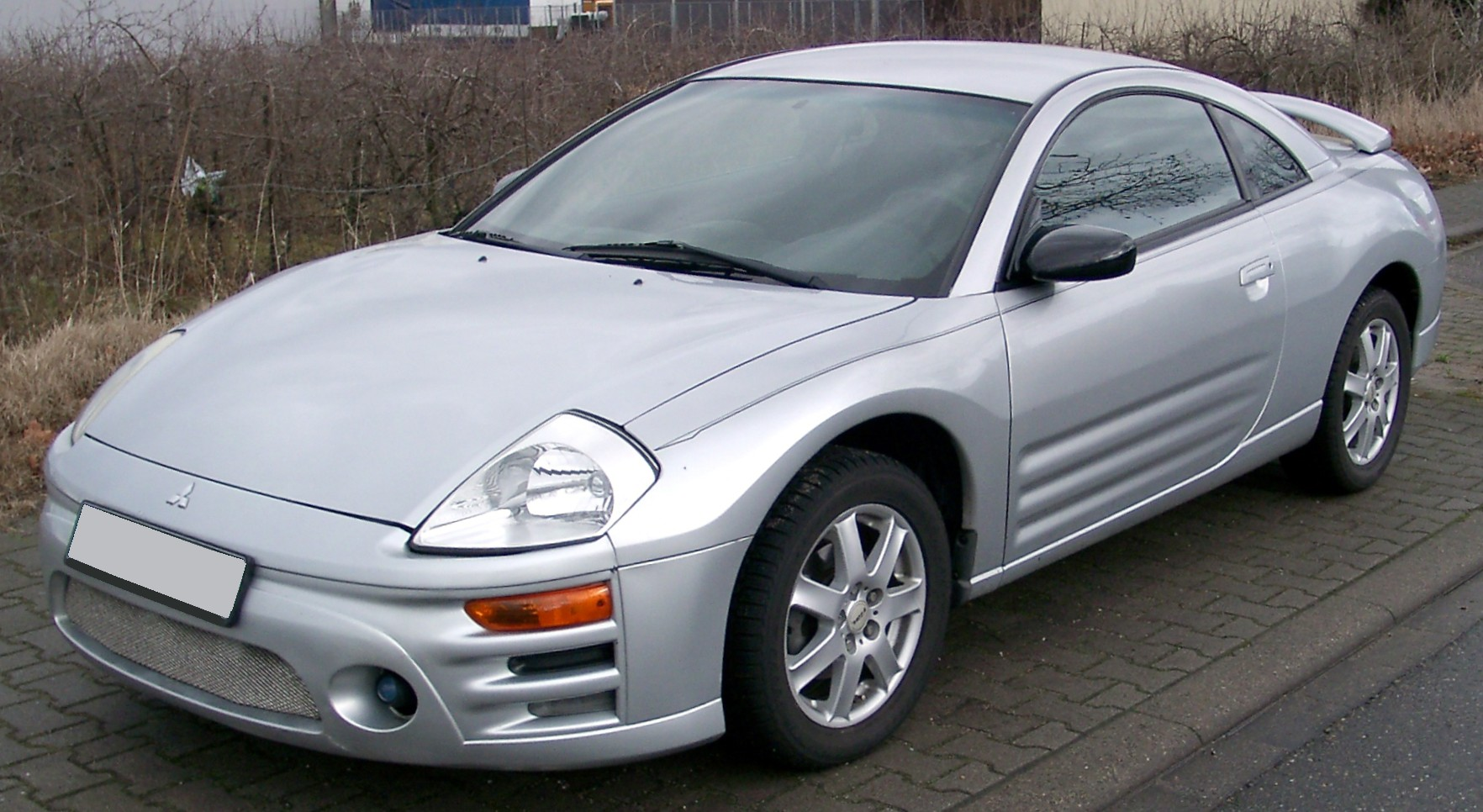
前期型車頭
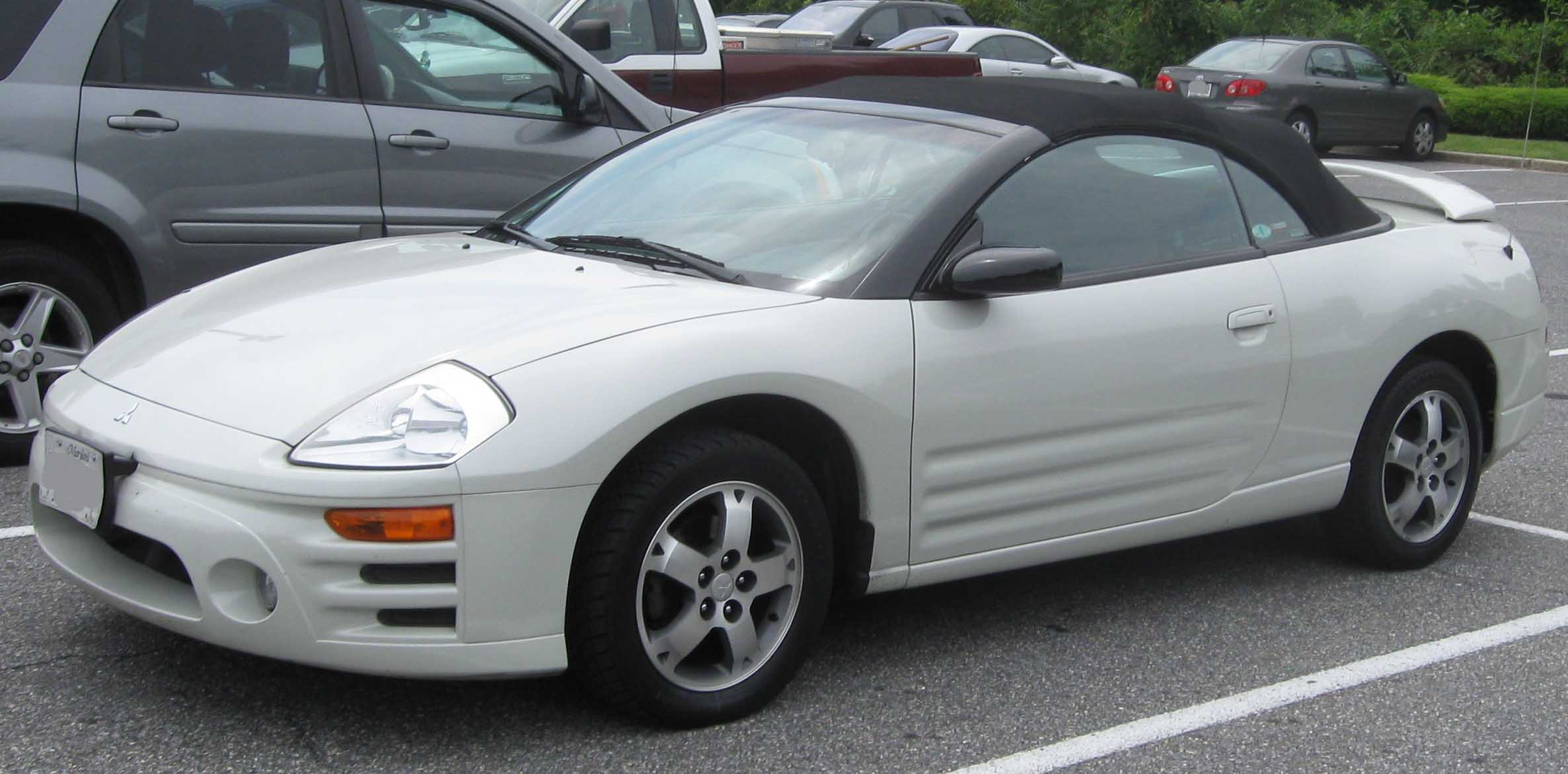
Eclipse Spyder
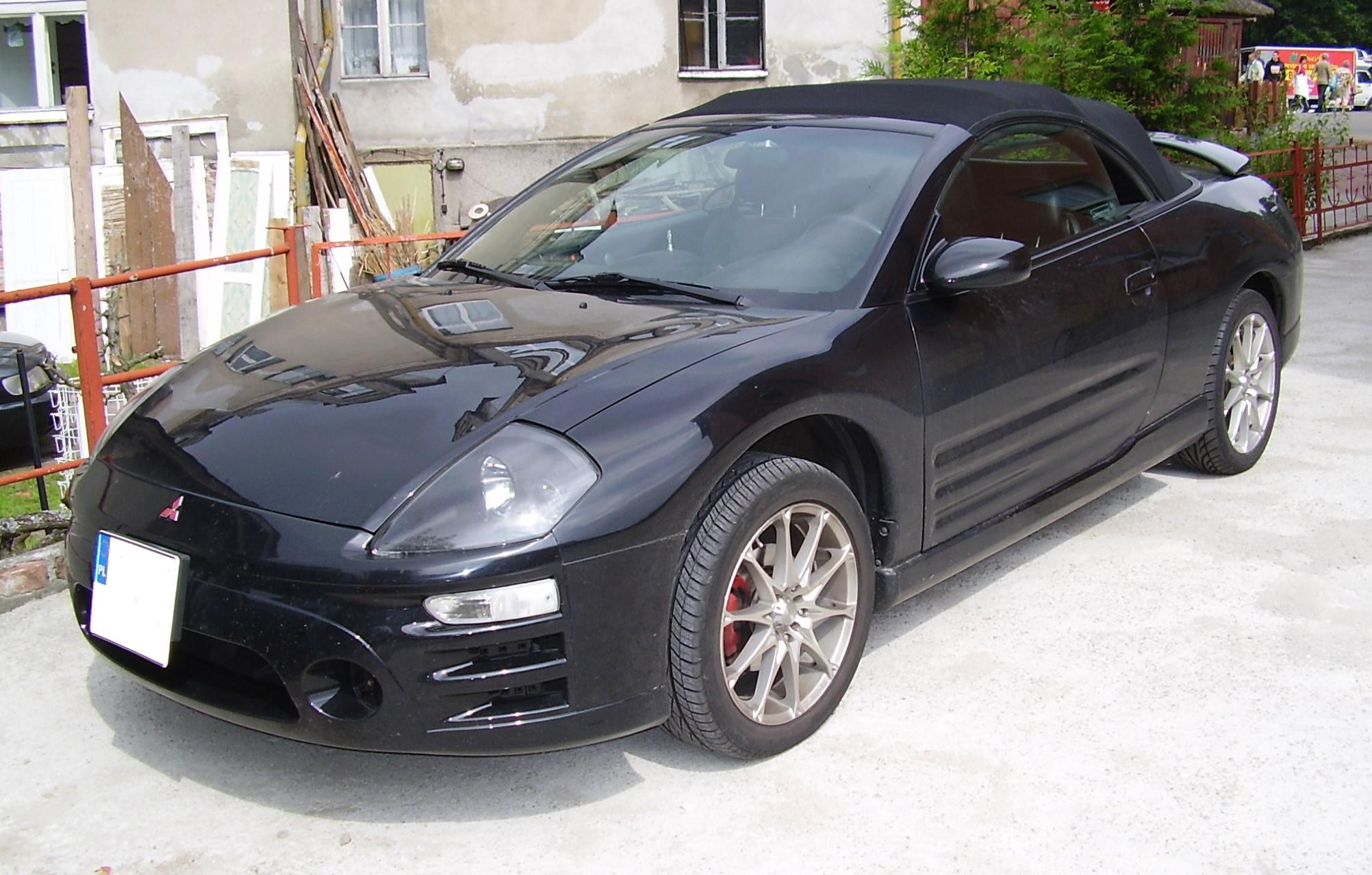
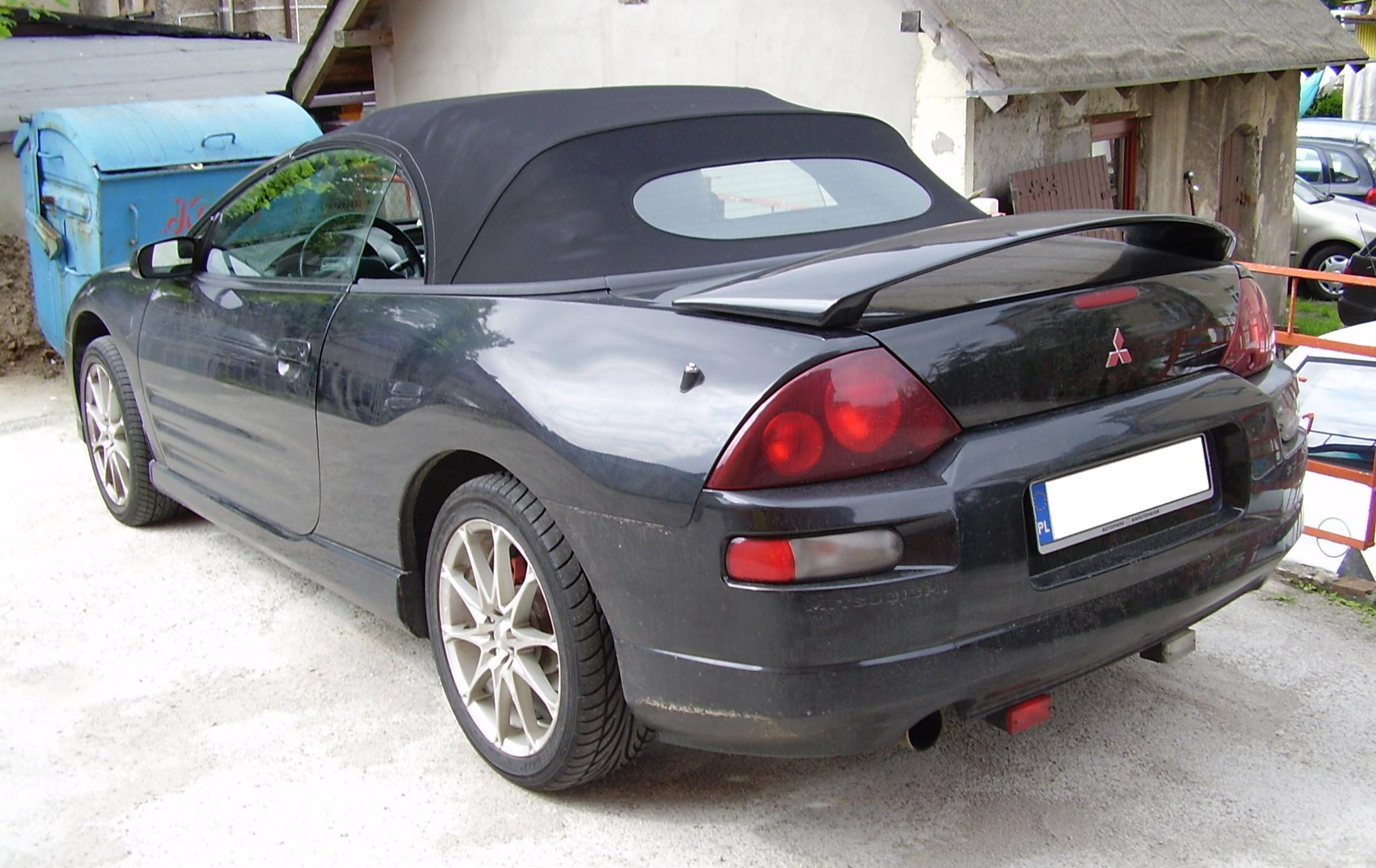
前期型敞篷車車尾
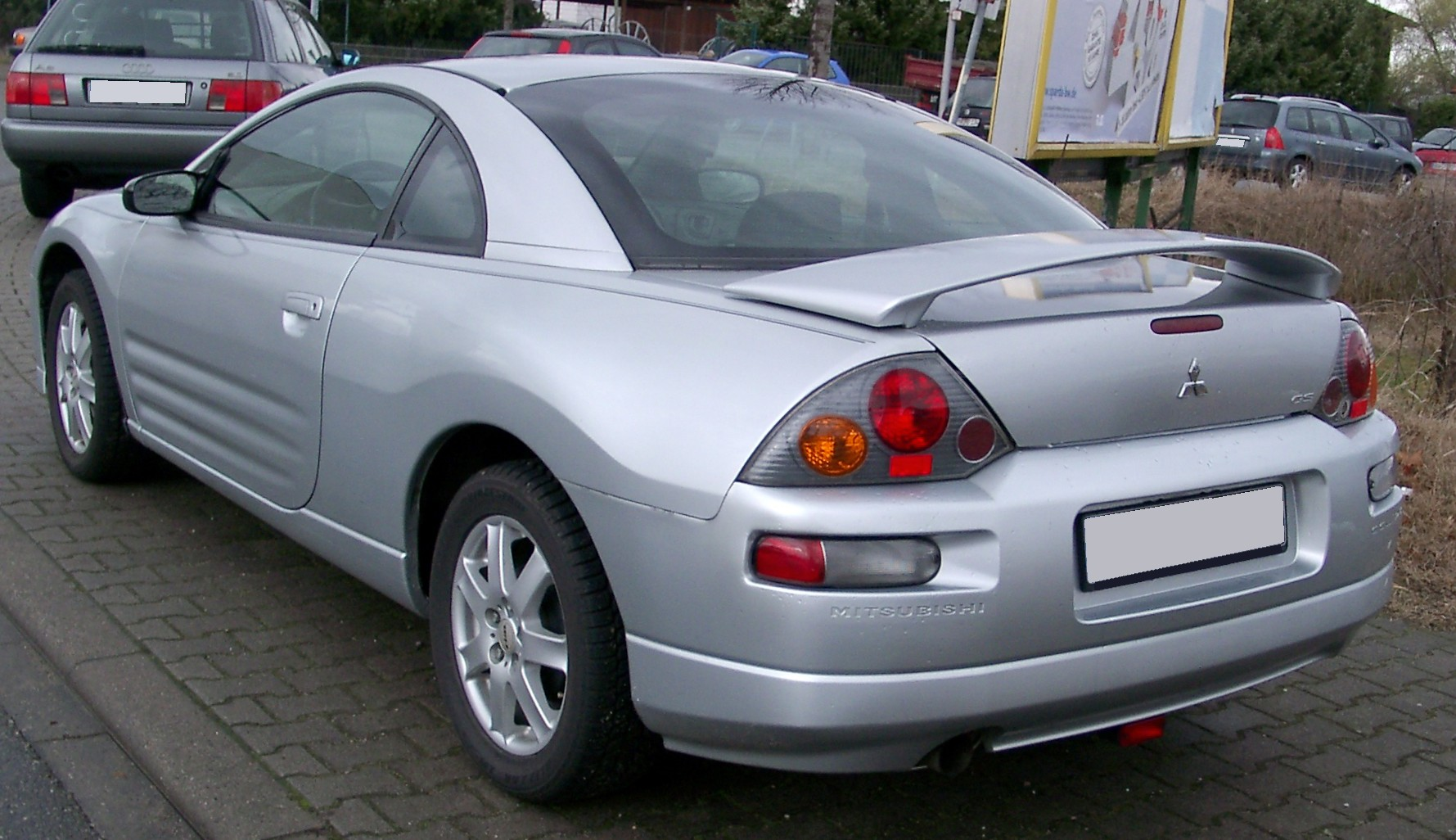
後期型車尾

## 第四代DK2A/DK4A系（2005年-2012年）
原廠於2005年1月舉辦的底特律車展公開第四代大改款的Eclipse，外型上大面積的進氣壩、拱形的車頂線條、鴨尾擾流翼勾勒出美式肌肉車的線條，內裝以紅、黑、白色調構成，配備方面包含滑動式玻璃天窗、附加熱功能真皮前座椅恆溫空調、電熱除霧後視鏡與Rockford Fosgate六片式CD/MP3音響系統等。和第三代一樣只有前置前驅的驅動方式，另外敞篷車型自2007年底特律車展發表後才正式上市。依照配備多寡與動力心臟的差異分成下述車型：
- Eclipse GS：搭載2.4L直列四缸SOHC 4G69型引擎的基本入門款。
- Eclipse GS Sport Spyder：搭載2.4L直列四缸SOHC 4G69型引擎的基本入門款，但為敞篷車型。
- Eclipse SE：雖然同樣配置2.4L直列四缸SOHC 4G69型引擎，但含有18吋輪圈、尾翼及側裙等空力套件、不同的內裝設定等配備。
- Eclipse GT：具有3.8L V型六缸DOHC 6G75型引擎的高階車型，在加拿大市場改稱「Eclipse GT-P」。
- Eclipse GT Spyder：具有3.8L V型六缸DOHC 6G75型引擎的高階敞篷車型，在墨西哥市場改叫做「Eclipse Convertible」。

2008年三菱汽車以進口方式將該車款引進中國市場，並命名為「三菱伊柯麗斯」。但2015年5月因發生ABS防鎖死煞車系統故障問題，共召回326輛車。
2009年實施小改款，變更進氣壩及霧燈的形狀，可加價選購雙排氣尾管及HID頭燈，3.8L V型六缸DOHC 6G75型引擎經重新調教後可達到265hp(198kW)的最大馬力及262lb⋅ft(355 N⋅m)的扭力峰值。2011年再度實行小改款，改成和第一代一樣的黑色車頂，新增倒車顯影鏡頭與藍牙電話免持聽筒。此外新增「GS Sport」車型，包含18吋輪圈及黑色進氣壩。
2011年原廠宣布不再開發下一代車型，並於同年8月16日製造最後一輛車，此輛搭載3.8L V型六缸DOHC 6G75型引擎的Special Edition在外觀上包含經由原廠臉書社群所票選的黑色車身、HID頭燈、車側SE銘牌、黑色後視鏡蓋、黑色鋁合金輪圈等，內裝方面則有加熱式電動調整前座、真皮座椅、倒車顯影鏡頭、藍牙電話免持聽筒、具有9支喇叭的Rockford Fosgate音響系統等。2012年9月17日這輛車在Mecum拍賣會上以3萬5千美元的價格拍賣，所得捐給日本紅十字會以用於311大地震賑災。

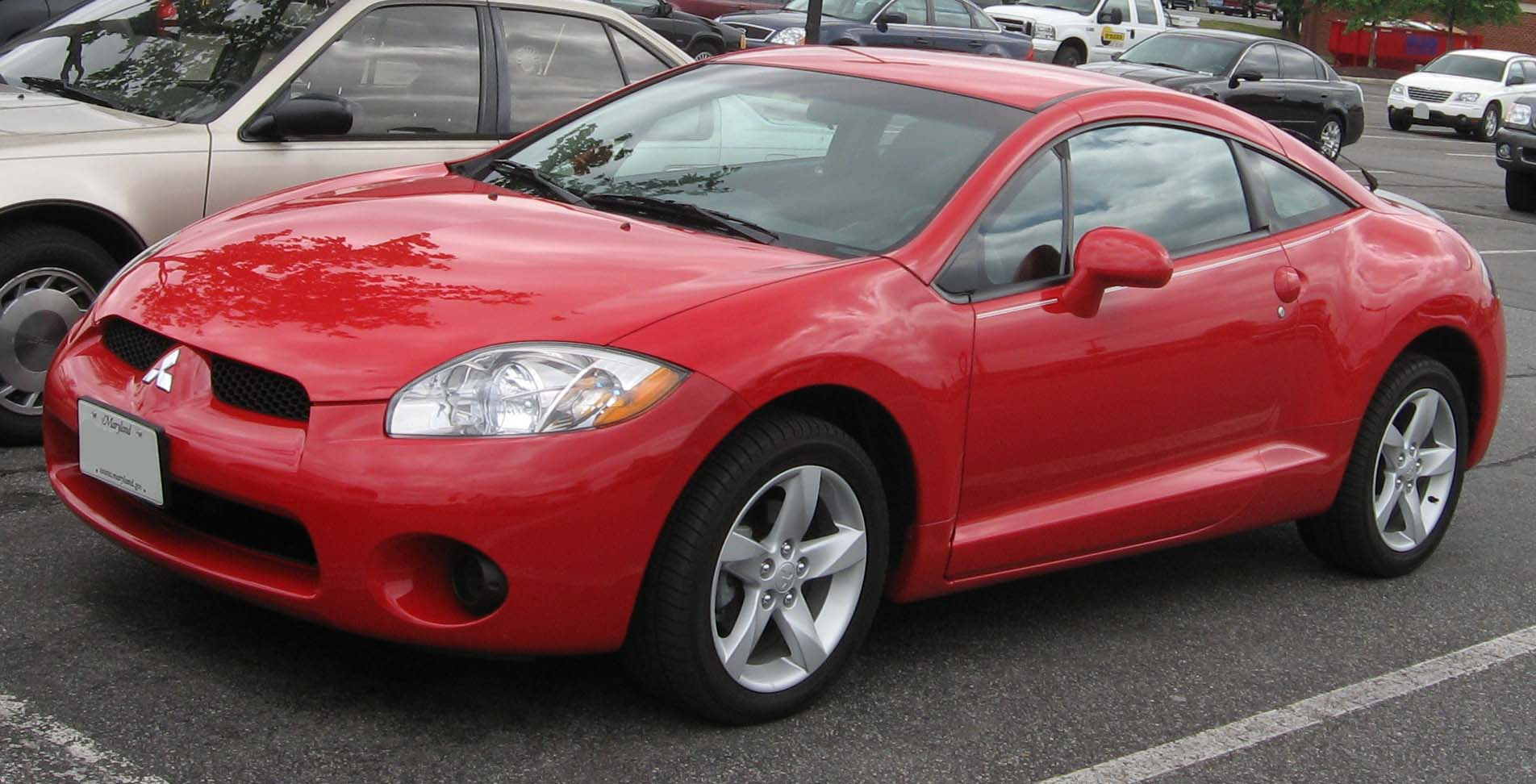
前期型車頭
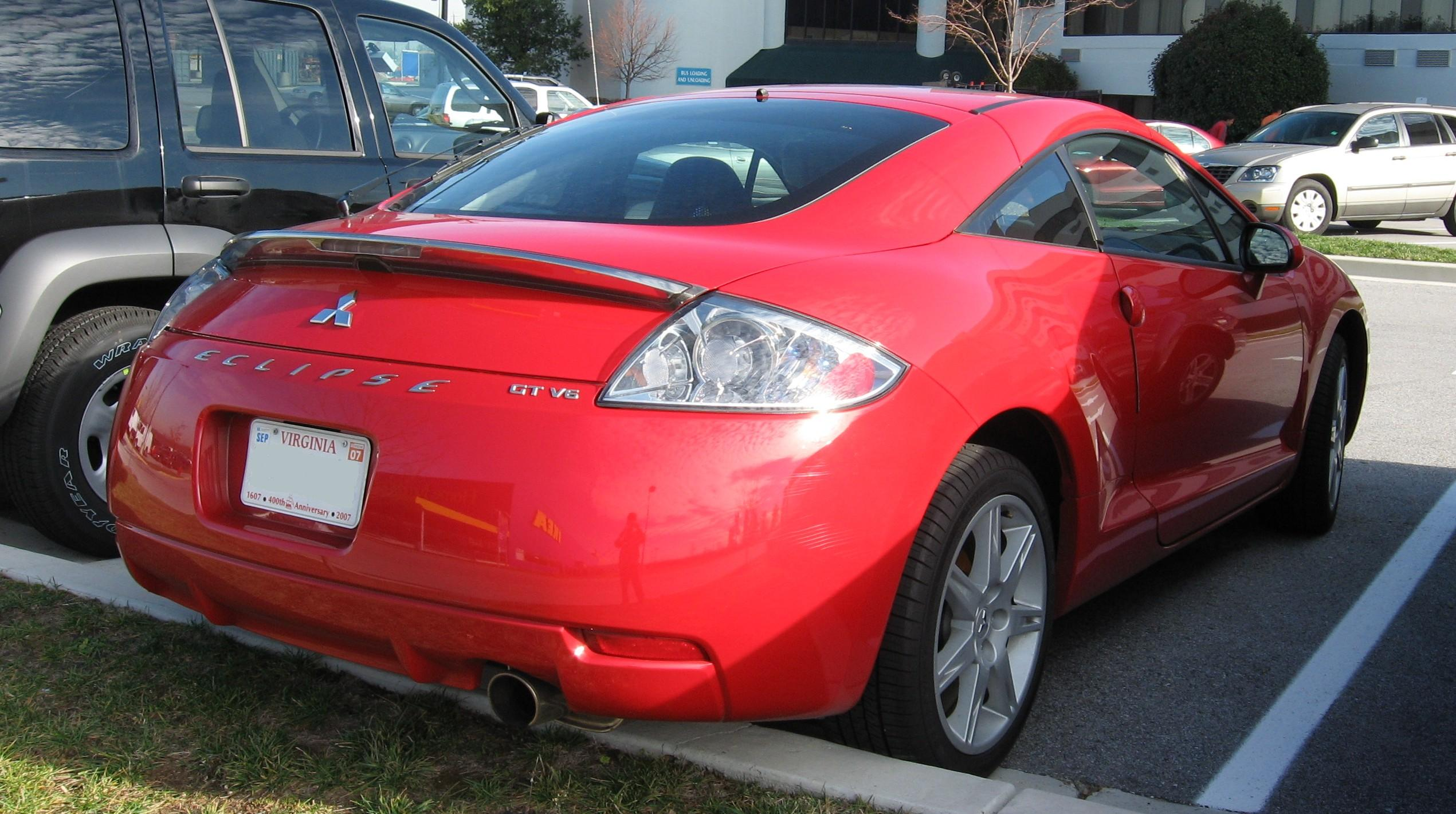
前期型車尾
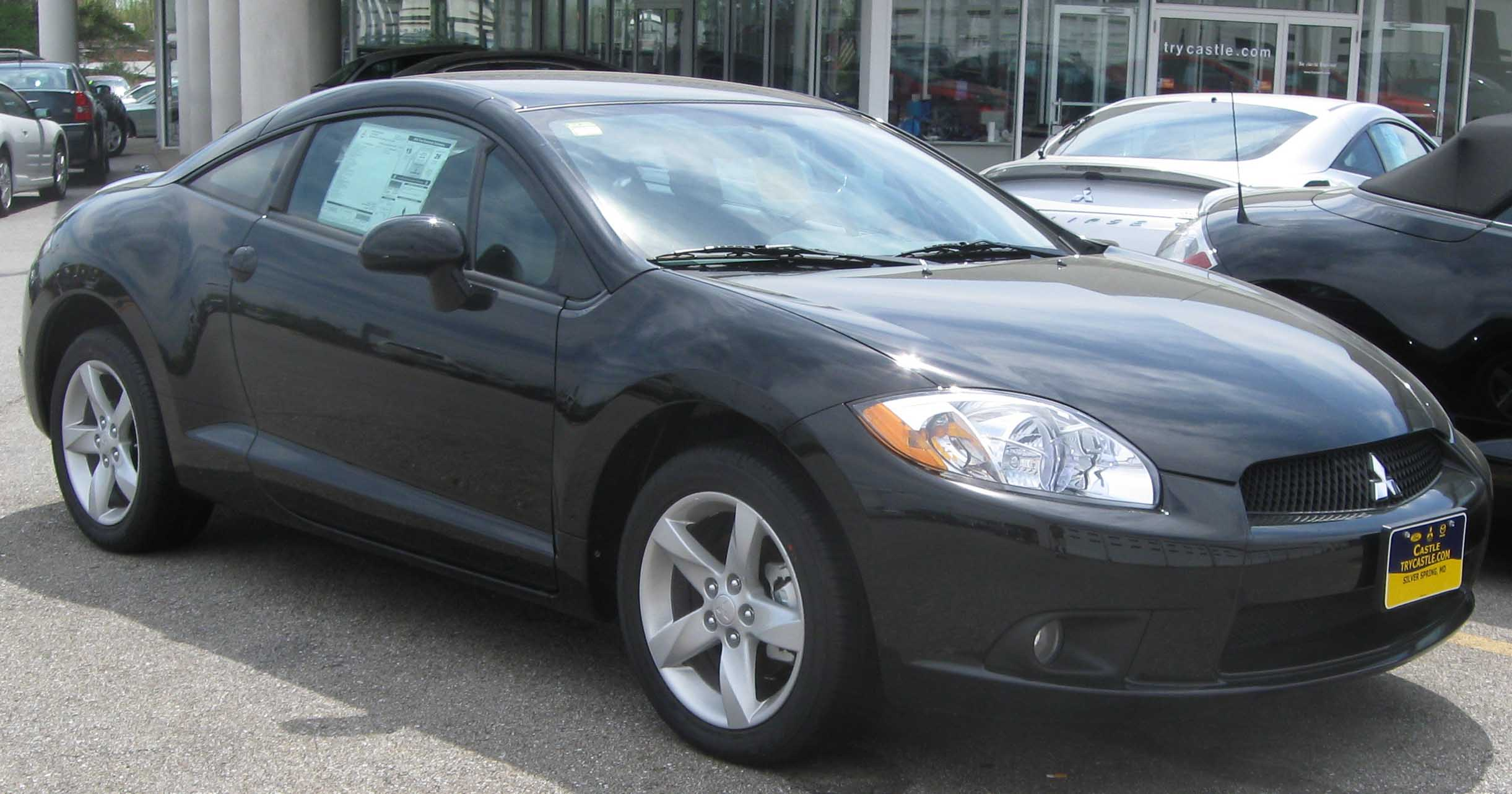
中期型車頭
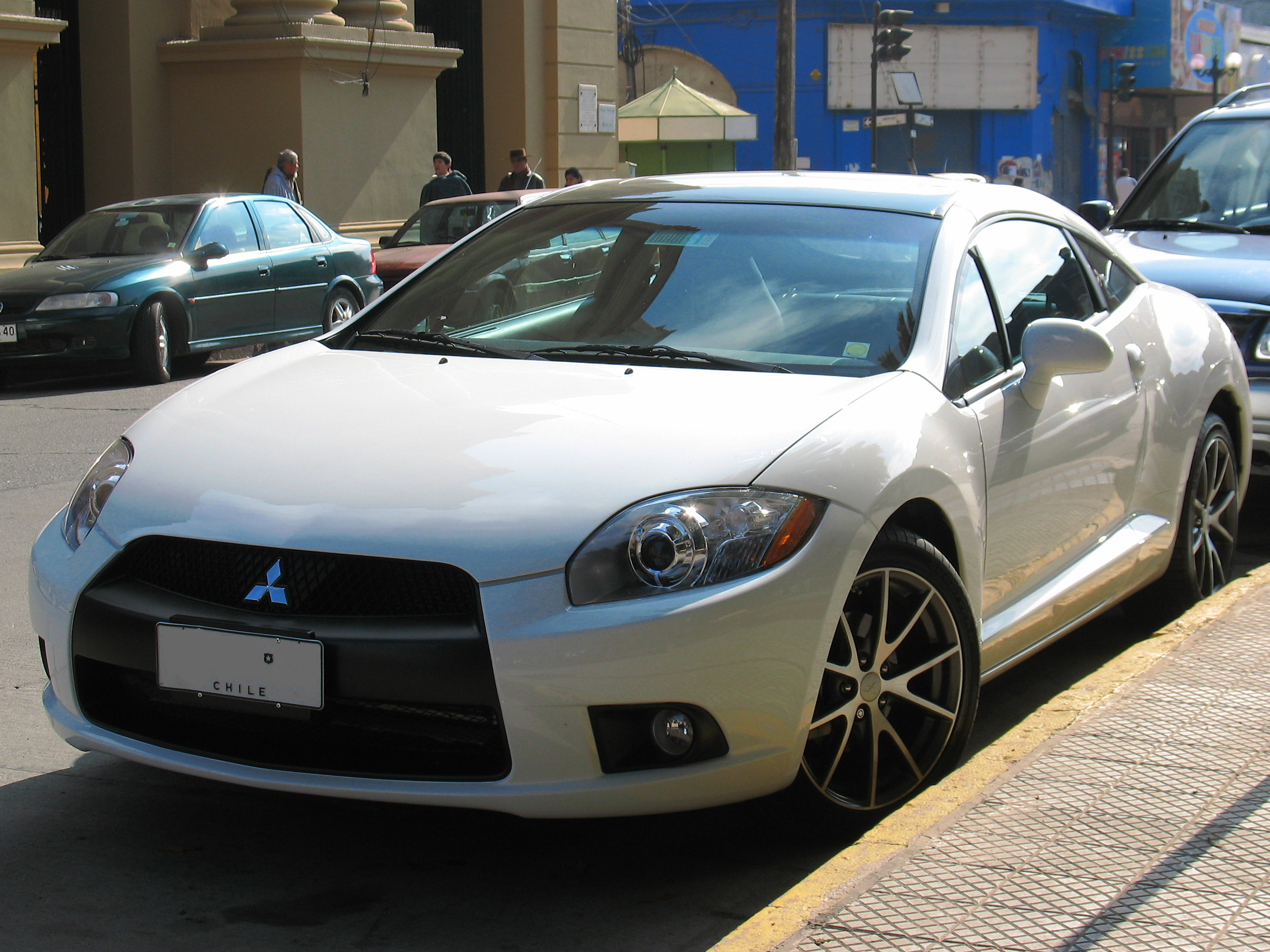
後期型車頭
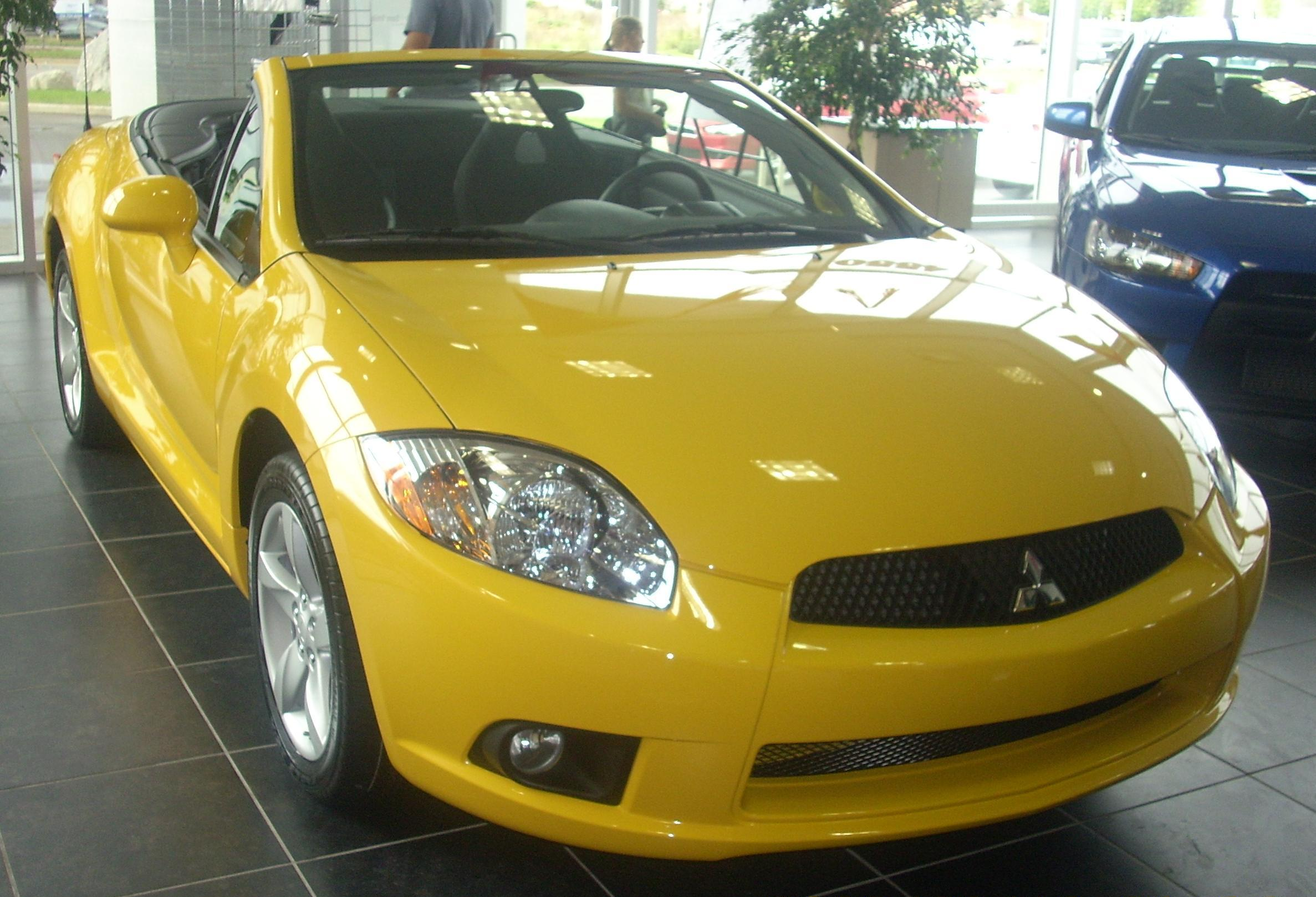
中期型敞篷車
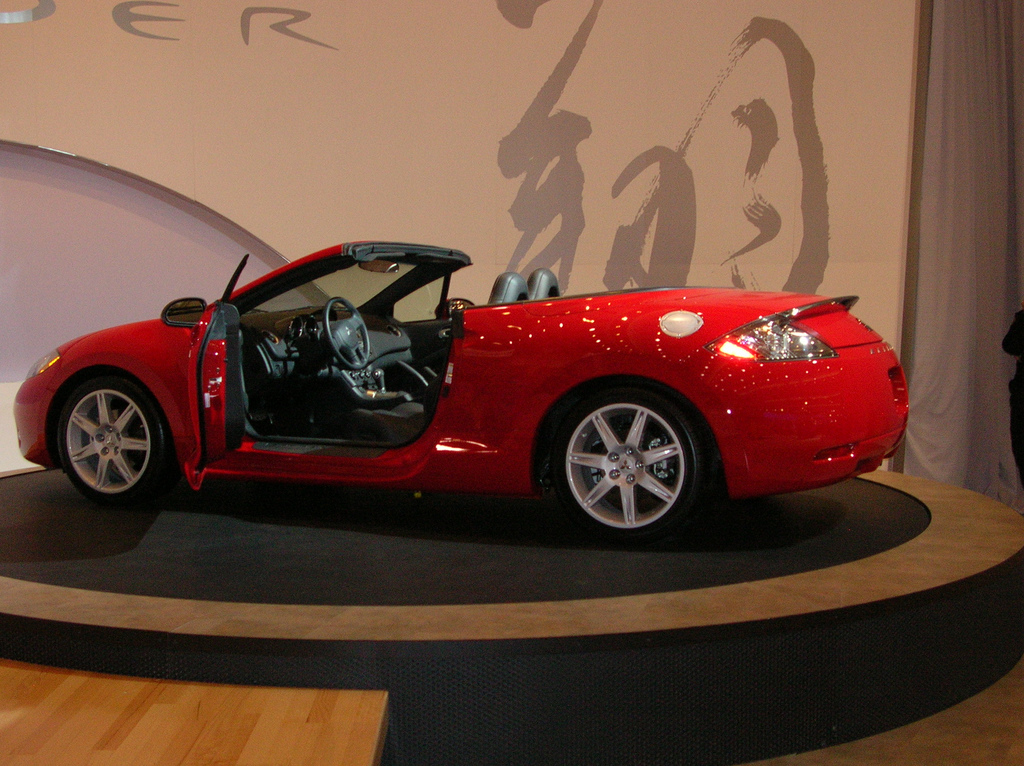

## 外部連結
- 汽車線上：【國內試駕】MITSUBISHI New Eclipse 3000 GT （页面存档备份，存于）
- （日語）愛こそはすべて：三菱10年10万kmストーリー （页面存档备份，存于）